# Hazem Haj Hassen
Hazem Haj Hassen (Susa, 15 febbraio 1996) è un calciatore tunisino, attaccante dello Sfaxien.

## Carriera
Ha giocato nella massima serie tunisina.

## Palmarès

### Club

#### Competizioni internazionali
- Coppa dei Campioni araba per club: 1

Etoile du soleil: 2018-2019